# Lepidodexia metallica
Lepidodexia metallica är en tvåvingeart som först beskrevs av Townsend 1928.  Lepidodexia metallica ingår i släktet Lepidodexia och familjen köttflugor.
Artens utbredningsområde är Peru. Inga underarter finns listade i Catalogue of Life.